# Poecilia butleri
Poecilia butleri és un peix de la família dels pecílids i de l'ordre dels ciprinodontiformes.

## Morfologia
Els mascles poden assolir els 7 cm de longitud total i les femelles els 8.

## Distribució geogràfica
Es troba des de Mèxic fins a Panamà.